# Freya-VfR Memel
Freya-Verein für Rasensport (VfR) Memel war ein deutscher Sportverein aus der gleichnamigen Stadt im Memelland, das in der ersten Hälfte des 20. Jahrhunderts mehrfach sich wechselnden Staaten angehörte.

## Geschichte
1922, kurz vor der Inbesitznahme des Memellandes durch Litauen, wurde der Sportklub „Freya“  Memel gegründet. P. Kwauka, zu dieser Zeit Mitglied der Sportabteilung des MTV Memel, berichtet in seinem unveröffentlichten Manuskript „Leben und Erleben“ (zitiert nach Fugalewitsch, siehe Quelle): „Einer unserer Fußballer, dem es mehr um Klassenpolitik als um Sport ging, gründete 1922 den Arbeitersportverein ‚Freya’.“
Ob „Freya“ auch dem reichsdeutschen Arbeiter-Turn- und Sportbund angehörte – die anderen Memeler Sportvereine blieben in ihren angestammten deutschen Fachverbänden oder traten diesen bei –, ist unbekannt. In der „litauischen Zeit“ des Memellandes machte er jedoch unter dem Namen “Freya Klaipėda” – die Litauer hatten die Stadt Memel in Klaipėda umbenannt – im Spielbetrieb der Balten-Republik mit. Gekickt wurde ab der ersten Saison 1924 in der Klaipėda-Gruppe im litauischen Meisterschaftsbetrieb. Seinen größten Erfolg errang der Verein in der Spielzeit 1925, als er Meister der genannten Gruppe wurde. (Ob er in der anschließenden Endrunde um die litauische Meisterschaft als deutscher Verein nicht teilnahm / nicht teilnehmen durfte oder scheiterte, geht aus den Quellen nicht hervor.)
Als 1931 erstmals eine eingleisige Nationalliga in Litauen an den Start ging, war „Freya“ als einziger „deutscher“ Club dabei. In dieser Spielzeit sicherte er sich mit dem dritten Rang seine beste Platzierung. In der folgenden Saison ging der Verein als “Freya-VfR Klaipėda” an den Start. Der schon genannte P. Kwauka: „Als sich der VfR Memel auflöste und seine Mitglieder 1931 der Freya beitraten, nannte er sich ‚Freya’-Verein für Rasensport.“ Trotz der Verstärkung stieg der Fusionsverein in der Spielzeit 1931 als Siebter (von acht Mannschaften) ab und kehrte auch nie mehr in die höchste litauische Liga zurück. Das Gründungsjahr des VfR ist unbekannt. Er ist wahrscheinlich etwa zur selben Zeit ins Leben gerufen worden wie die Freya, denn er taucht 1924 und 1925 in den Tabellen der “Klaipėda-Gruppe” auf.
Hatte Freya-VfR bis dahin immer im Schatten der SpVgg Memel gestanden, so änderte sich das spätestens nach der Rückgabe des Memellandes am 22. März 1939 an das Deutsche Reich: Der ehemalige Arbeiterverein mit den Clubfarben Grün-Weiß schaffte als einziger Verein aus Memel den Aufstieg in die Gauliga Ostpreußen – allerdings nur für ein Jahr. Zwölf Spiele mit zwölf Niederlagen sowie ein Torverhältnis von 6:63 war sein katastrophales Ergebnis in der Gauliga-Spielzeit 1940/41.
Seine Heimspiele trug der Club auf dem Neuen Städtischen Sportplatz aus, der 6.000 Zuschauern Platz bot. Die Spielstätte hat eine interessante Geschichte: Zu Beginn der zwanziger Jahre verfügte die Stadt Memel lediglich über einen alten Sportplatz an der „Wieners Promenade“, der der wachsenden Zahl von Sportlern und Vereinen nicht mehr gerecht wurde. Um die finanziellen Mittel für einen Neubau zu beschaffen, wurden 1922 und 1923 Sportwochen abgehalten. Während der Memeler Sportwoche 1925 konnte dann der neue Sportplatz auf dem alten „Plantagenfort“ eingeweiht werden. Dieser Platz war am 13. September 1930 erstmals Austragungsort eines Länderspiels: Die Auswahl Litauens gewann mit 4:0 gegen die Auswahl Estlands. 1927, 1929 und 1932 fanden auf diesem die litauischen Leichtathletik-Meisterschaften statt.
Mit dem Ende des Zweiten Weltkriegs 1945 und der einsetzenden Flucht und Vertreibung der verbliebenen deutschen Bevölkerung hörte der Verein auf zu bestehen.